# Herman Wijffels
Herman Hypolitus Ferdinandus (Herman) Wijffels (Turkeye (gem. Sluis), 13 maart 1942) is een Nederlandse econoom. Tijdens zijn loopbaan bekleedde hij diverse vooraanstaande functies waaronder voorzitter van de hoofddirectie van Rabobank Nederland, voorzitter van de Sociaal-Economische Raad (SER) en Nederlandse bewindvoerder bij de Wereldbank in Washington. Daarnaast legde hij als informateur de basis voor het kabinet-Balkenende IV. Momenteel is hij co-voorzitter van Worldconnectors en hoogleraar 'duurzaamheid en maatschappelijke verandering' aan de Universiteit Utrecht.

## Loopbaan
Wijffels studeerde algemene economie aan de Katholieke Hogeschool Tilburg, waar hij lid was van het Tilburgs Studenten Corps. Na zijn studie werkte hij bij het Ministerie van Landbouw en Visserij en bij het Nederlands Christelijk Werkgeversverbond waar hij algemeen secretaris was. Vanaf 1981 werkte Wijffels bij Rabobank Nederland; vanaf 1986 tot 1999 als voorzitter van de Hoofddirectie. De Rabobank stelde bij zijn afscheid een naar hem genoemde prijs in, de Herman Wijffels Innovatieprijs.
Na zijn vertrek bij de Rabobank werd Wijffels benoemd tot voorzitter van de Sociaal-Economische Raad (SER). Ook was hij voorzitter van de Vereniging Natuurmonumenten en van het Stichtingsbestuur van de Universiteit van Tilburg, en vervulde hij enkele commissariaten bij bedrijven en enkele lidmaatschappen van raden van toezicht. Wijffels was lid van het Innovatieplatform en op verzoek van de Vereniging Fondsenwervende Instellingen gaf hij mede gestalte aan een naar hem vernoemde code voor goed bestuur voor goede doelen, die is gepubliceerd in juni 2005.
Wijffels werd in april 2006 als SER-voorzitter opgevolgd door Alexander Rinnooy Kan. In dat jaar werd hij benoemd tot bewindvoerder bij de Wereldbank. In het voorjaar van 2007 was hij voorzitter van de commissie bij de Wereldbank die onderzoek deed naar de handelwijze van Paul Wolfowitz. De commissie constateerde onregelmatigheden door Wolfowitz en stelde dat die moest vertrekken. Volgens Wijffels duurde de uiteindelijke beslissing veel te lang.
Hij verliet per 1 november 2008 de Wereldbank en werd opgevolgd als bewindvoerder door Ruud Treffers. In april 2009 werd Wijffels samen met Sylvia Borren co-voorzitter van Worldconnectors, een Nederlandse denktank die zich inzet voor een duurzame, vreedzame en rechtvaardige wereld. Hij nam het voorzitterstokje over van Ruud Lubbers, die sinds 2006 co-voorzitter van de ronde tafel was. Daarnaast werd hij op 1 juni 2009 deeltijd-hoogleraar 'duurzaamheid en maatschappelijke verandering' aan de Universiteit Utrecht. Hij was daar in 2011 medeoprichter van het Sustainable Finance Lab. Hij werd op 3 december 2011 gevraagd om als verkenner op te treden voor de nieuwe Vakbond waarin het FNV zou opgaan.

### Informateur
Tijdens de kabinetsformatie 2006-2007 werd Wijffels op 18 december 2006 door de eerste informateur Rein Jan Hoekstra voorgesteld als tweede informateur, met de opdracht om de onderhandelingen tussen de mogelijke coalitiepartijen CDA, PvdA en ChristenUnie te begeleiden. Op 20 december 2006 werd hij in die functie door de Koningin benoemd. Op 9 februari 2007 bracht hij verslag uit bij de Koningin, na een debat in de Tweede Kamer over het onder zijn leiding bereikte regeerakkoord.

## Commissies
De volgende commissies zijn naar Wijffels genoemd:
- Verzelfstandiging spoorwegen (1992): naar aanleiding van de in 1991 aangenomen EU-richtlijn 91/440/EEG.
- Kennisinfrastructuur Genomics (2001): op verzoek van minister Loek Hermans (OCW)
- Toekomst voor de veehouderij (2001): op verzoek van minister Laurens Jan Brinkhorst (Landbouw).
- Brugfunctie TNO en GTI's (2004): op verzoek van minister Maria van der Hoeven (OCW) met betrekking tot de toekomstige rol van (Grote) Technologische Instituten.
- Goed Bestuur voor Goede Doelen (2004): over het besturen en controleren van goede doelen en de beloning van directeuren, op verzoek van de brancheorganisatie.
- Commissie Structuur Nederlandse Banken (2013): onderzoek naar het verder terugdringen van risico’s in het Nederlandse bankwezen op verzoek van de Tweede Kamer.

## Eerbewijzen
- Eredoctoraat van de Open Universiteit (13 december 2002)
- Eredoctoraat in de economische wetenschappen van de Katholieke Universiteit Brabant (25 november 1998)
- Commandeur in de Orde van Oranje-Nassau (1995)
- Ridder in de Orde van de Nederlandse Leeuw (1991)
- Gekozen tot nr. 1 in de Trouw Duurzame 100 (2009 en 2010)